# Stara Bučka
Stara Bučka je naselje u slovenskoj Općini Škocjanu. Stara Bučka se nalazi u pokrajini Dolenjskoj i statističkoj regiji Jugoistočnoj Sloveniji. 

## Stanovništvo
Prema popisu stanovništva iz 2002. godine naselje je imalo 101 stanovnika.